# Falconia
Falconia is een geslacht van wantsen uit de familie van de Miridae (blindwantsen). Het geslacht werd voor het eerst wetenschappelijk beschreven door William Lucas Distant in 1884.

## Soorten
Het genus bevat de volgende soorten:

- Falconia andina (Carvalho, 1953)
- Falconia antioquiana (Carvalho, 1987)
- Falconia balloui (Knight & Carvalho, 1943)
- Falconia caduca (Distant, 1884)
- Falconia callangana (Carvalho, 1987)
- Falconia columbiensis (Carvalho, 1984)
- Falconia coroicana (Carvalho, 1987)
- Falconia costae (Stål, 1860)
- Falconia elongata (Carvalho, 1987)
- Falconia guaraniana (Carvalho, 1987)
- Falconia incaica (Carvalho, 1987)
- Falconia intermedia (Distant, 1893)
- Falconia jamaicensis (Carvalho, 1990)
- Falconia maculipennis (Maldonado, 1969)
- Falconia minor (Carvalho, 1945)
- Falconia nigra (Carvalho, 1987)
- Falconia parauara (Carvalho, 1987)
- Falconia parva (Distant, 1893)
- Falconia poetica (Distant, 1884)
- Falconia schaffneri (Carvalho, 1987)
- Falconia semirasa (Distant, 1893)
- Falconia teutoniana (Carvalho, 1987)
- Falconia tupiana (Carvalho, 1948)
- Falconia varicolor (Carvalho, 1945)
- Falconia veneciana (Carvalho, 1990)